# Circuito di Monte Carlo
Il circuito di Monte Carlo è il circuito cittadino non permanente sulle strade del Principato di Monaco su cui si svolge l'annuale Gran Premio di Monaco di Formula 1 e le gare di contorno come la Formula 2 e la Porsche Supercup. Dal 2015 vi si tiene anche l'ePrix di Monaco valevole per il Campionato Mondiale FIA di Formula E.

## Storia
Il circuito è una sorta di collegamento tra la Formula 1 del terzo millennio e quella delle origini. In un calendario che ha progressivamente visto l'ingresso di autodromi moderni e sicuri (come ad esempio il circuito di Manama in Bahrein o quello di Sepang in Malaysia poi abolito dal 2018), il tracciato monegasco riporta la mente ai vecchi Gran Premi, in cui il rischio e l'abilità dei piloti erano in primissimo piano. Ricavato utilizzando le strade del centro cittadino, negli anni di storia, questo circuito ha scritto molte pagine memorabili e altrettante drammatiche.

## Tracciato

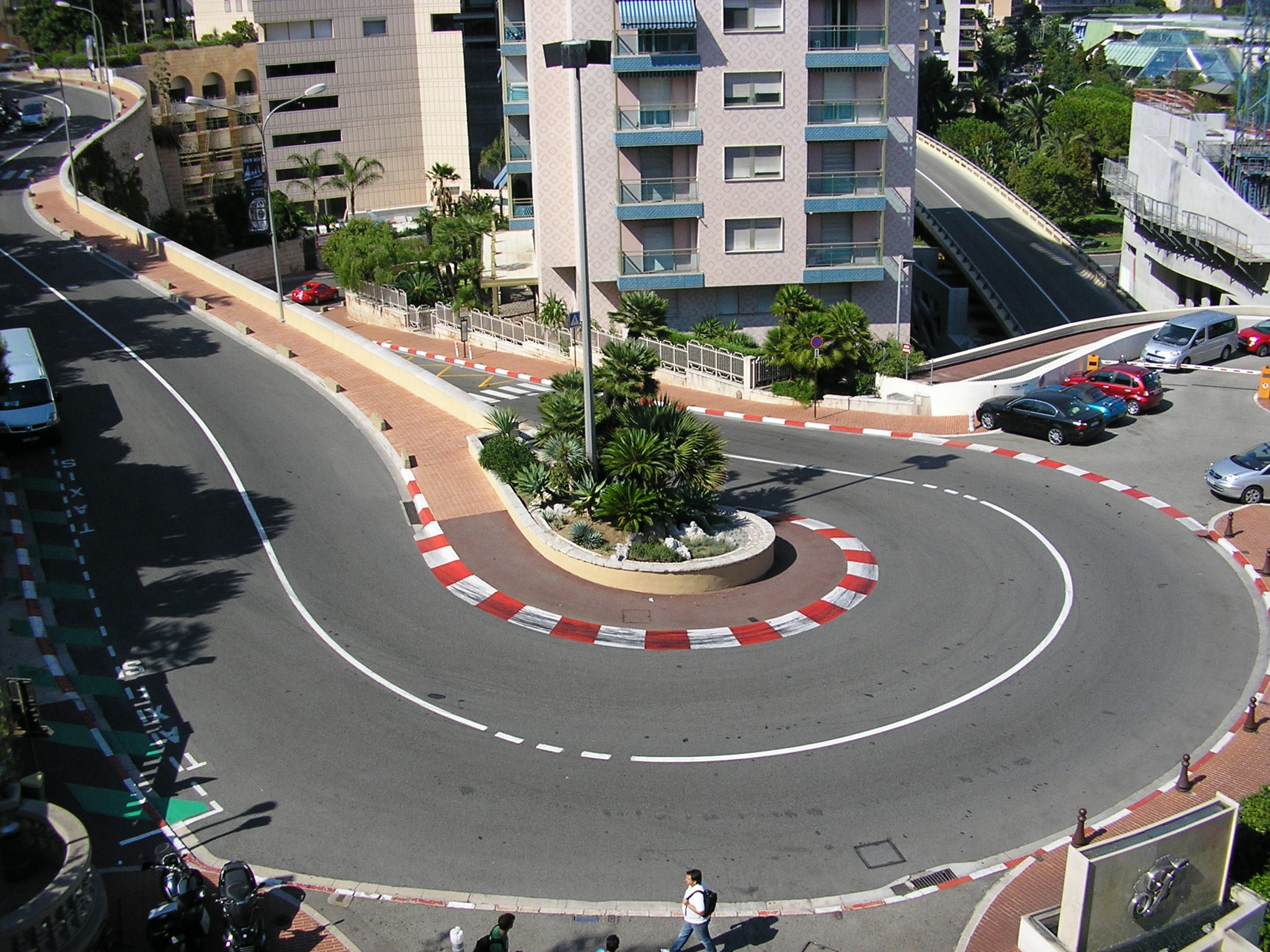
Il tornantino Grand Hotel o Vecchia Stazione

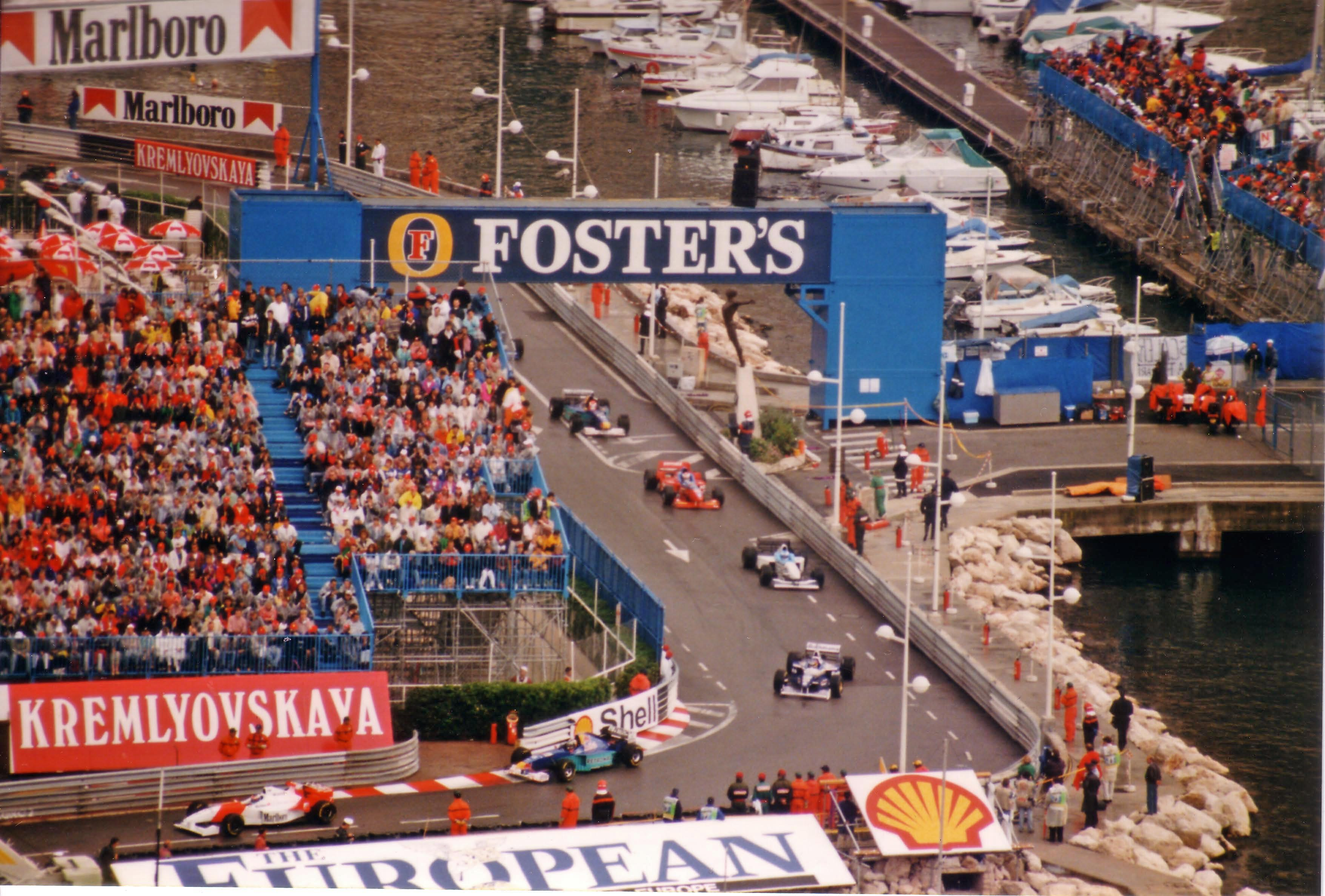
Vetture di Formula 1 percorrono la chicane Piscine durante l'edizione del 1996

Il tracciato, che ha sempre avuto una lunghezza base di 3,3 km (le modifiche apportate negli anni non ne hanno mai intaccato il disegno originario), si snoda fra gli edifici del centro cittadino di Monte Carlo. 
Dopo la partenza si affronta una curva a destra detta Sainte Dévote (in quanto prospiciente una chiesa intitolata alla patrona di Monte Carlo), cui segue il tratto in salita del Beau Rivage. Dopo la curva a sinistra Massenet, le vetture affrontano la curva Casino per poi giungere alla curva Mirabeau Haute e al successivo strettissimo tornantino Grand Hotel Hairpin (in passato conosciuto come Fairmont, Loews e Vecchia Stazione), famoso per essere la curva più stretta e lenta dell'intero mondiale di Formula Uno: nell’affrontarlo i piloti arrivano a ruotare il volante verso sinistra per più di 180 gradi. Seguono poi due curve a destra (Mirabeau Bas e Portier) che portano le vetture a imboccare il velocissimo curvone coperto Tunnel, alla cui uscita segue un breve rettilineo in falsopiano che termina con la Nouvelle Chicane (triplo cambio di direzione a 90 gradi sinistra-destra-sinistra). Il tratto di pista che segue si sviluppa attorno alla darsena del Principato, giungendo poi alla piega a sinistra Tabac (in italiano Tabaccaio) che immette su due chicane consecutive (Louis Chiron e Piscine, adiacenti al complesso natatorio monegasco). Il tracciato entra poi nella sua parte finale, con le vetture che affrontano il tornantino Rascasse e la curva finale a destra Antony Noghès (intitolata al commerciante di tabacco che organizzò le prime edizioni del Rally di Monte Carlo e del Gran Premio di Monaco), che reimmette sul rettilineo di partenza.
È un percorso difficilissimo: le sue pieghe insidiose, la sede stradale stretta, il fondo asfaltato irregolare (complice la presenza dei tombini, che durante le gare vengono saldati) chiama i piloti ad un numero di cambi di marcia superiore a qualsiasi altra gara di Formula Uno e li obbliga a non commettere il minimo errore; anche per questo motivo Monaco ha sempre laureato vincitori i migliori corridori di sempre.
Su queste strade il pilota col maggior numero di successi è Ayrton Senna, il quale vi ha vinto sei volte (di cui cinque consecutive dal 1989 al 1993). Fu lanciato ai massimi livelli della F1 proprio da una gara su questo circuito, nell'edizione 1984. Si rese infatti protagonista sotto un diluvio di una incredibile rimonta su Alain Prost a bordo della sua Toleman. La rimonta fu bloccata solo dalla sospensione della gara.
D'altronde, a fianco dell'importanza storica e dell'indiscussa difficoltà tecnica, è anche necessario ricordare che il circuito ha attirato nel corso degli anni svariate critiche, principalmente in riferimento alla larghezza limitata del tracciato cittadino, più stretto di gran parte degli altri circuiti regolamentati, che consentirebbe solo un limitato numero di sorpassi, rendendo la gara meno spettacolare e, di fatto, dando al pilota che parte in pole position alte probabilità di successo.
Oltre che di imprese eccezionali, il circuito è stato anche teatro di alcuni episodi tragici. Nel 1967 l'italiano Lorenzo Bandini morì a causa delle ustioni provocate dall'incidente (e successivo rogo) che lo vide protagonista nella chicane del porto all'ottantaduesimo giro. Nel 1955 Alberto Ascari, con la sua Lancia, finì in mare nello stesso punto, uscendone però praticamente illeso. Nel 1994, durante le qualifiche, Karl Wendlinger rischiò di morire a seguito di un brutto incidente all'uscita del tunnel. Altri numerosi e spettacolari incidenti senza conseguenze si sono succeduti negli anni.

### Evoluzione

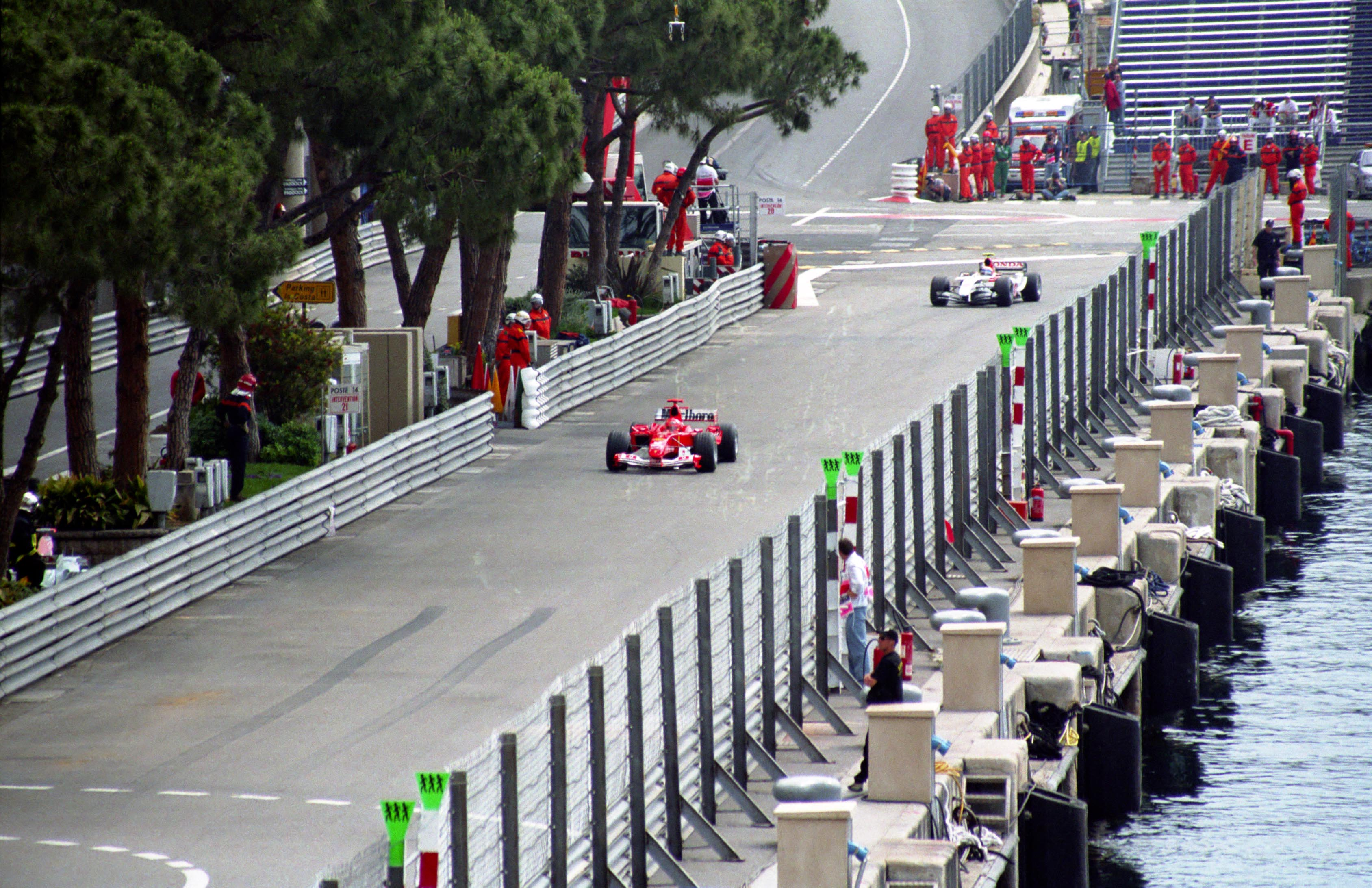
Michael Schumacher e Takuma Satō durante il Gran Premio di Monaco 2004, all'uscita della Nouvelle Chicane

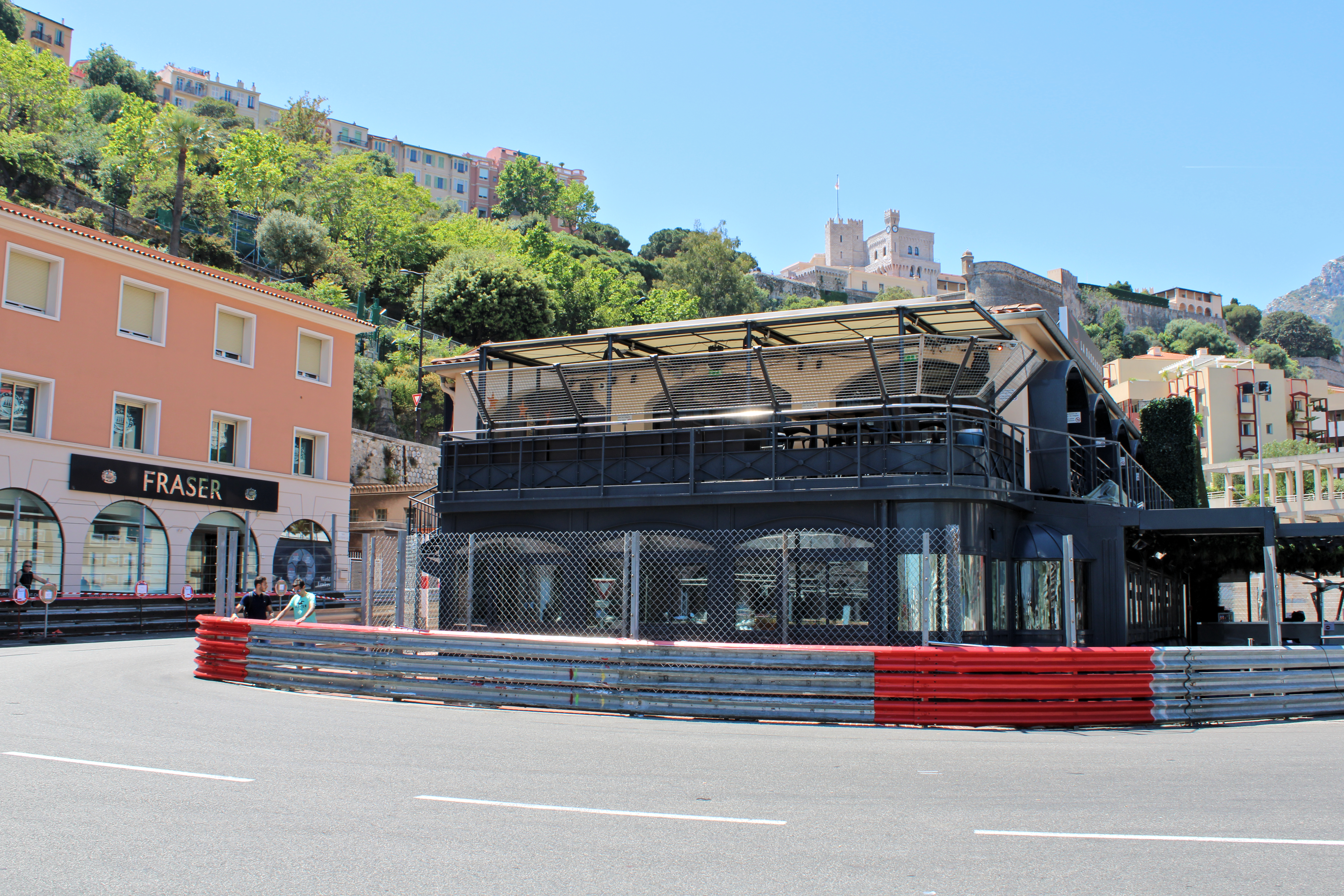
Il ristorante La Rascasse, all'interno della curva omonima

Il tracciato di Monte Carlo è rimasto sostanzialmente invariato dal momento della sua creazione nel 1929: in quanto circuito cittadino, la sua conformazione è strettamente legata a quella del sistema viario del principato. Le modifiche sono quindi state connesse quasi sempre a ridefinizioni della viabilità ordinaria cittadina.
Nelle prime edizioni del Gran Premio la partenza e l'arrivo erano posizionati sul Boulevard Albert 1er (il rettifilo più interno, che porta alla curva di Sainte Dévote). Nel 1955 la partenza e l'arrivo furono spostati sul rettifilo opposto, prospiciente il lungomare (si tratta del nastro d'asfalto che attualmente ospita la corsia box). All'epoca non esistevano né il complesso delle Piscine, né il tornante de La Rascasse: dopo la curva del Tabaccaio il tracciato procedeva con un tratto semirettilineo, con andamento parallelo a quello di partenza odierno: le due sezioni (in pratica separate da una fila di alberi) erano unite da un unico stretto tornantino detto del Gasometro. Va precisato, come si evince dai filmati d'epoca, che nella seconda metà degli anni '50 l'unica corsia percorribile dopo il Tabaccaio era quella citata; infatti, in quegli anni, la corsia che oggi definiamo "lungomare" con la chicane delle Piscine non era ancora definita nella sua interezza, e solo nelle immagini del 1960 si nota l'avanzamento dei lavori d'interramento della fascia in questione, ivi compresa l'area della piscina che sarà completata di lì a breve. 
Nel 1963 la partenza venne nuovamente spostata sul rettifilo opposto al lungomare (Boulevard Albert 1er) lasciando invariato il passaggio dal Tabaccaio al Gasometro sulla vecchia corsia parallela (per inciso, la piscina e la corsia di lungomare che 10 anni più tardi diventeranno parte integrante del circuito, erano già state create). 
Nel 1972 i box vennero trasferiti nella zona della chicane del porto, che a sua volta venne ravvicinata alla curva del Tabaccaio. Dopo questa inedita chicane il tracciato proseguiva sul rettifilo parallelo a quello di partenza utilizzando per l'ultima volta la curva del Gasometro. Questa soluzione durò solo un anno e, nei mesi successivi, furono completate le opere principali in tempo per il Gran Premio del 1973 con la costruzione di una nuova sezione che collega (tuttora) la curva del Tabaccaio alle Piscine (Stade Nautique). Questa modifica comporterà l'aggiunta di 133 metri al percorso - la cui lunghezza totale aumentò a 3.278 metri - aggiungendo la nuova porzione lungo il porto, che seguiva la disposizione della piscina e terminava in una nuova chicane attorno al ristorante La Rascasse per poi raccordarsi (con una leggera salita e con la curva Anthony Noghes) al rettilineo di partenza. I box vennero reinstallati sulla vecchia corsia ora libera. Il tracciato assunse quindi la fisionomia attuale con la doppia chicane delle piscine, abbandonando (a partire dal GP del 1973) la vecchia curva del Gasometro (in quel punto si aprì l'ingresso dei box). Il 1972 fu anche l'ultimo anno per il passaggio sotto il vecchio tunnel.
Nel 1973, come anticipato, la pista venne modificata in diversi punti anche a causa dell'edificazione di nuove costruzioni civili. In particolare, un nuovo albergo era in costruzione nella zona del tornante della Vecchia Stazione (Hotel Loews, poi ridenominato Fairmont), comportando un allungamento del tunnel verso la curva del Portier. Nelle immagini del 1973 si osserva l'inedito passaggio sotto il nuovo lungo tunnel, al di sopra del quale l'hotel Loews è ancora allo stato di rustico. All'uscita del tunnel si incontrava la tradizionale chicane del porto e, dopo la curva del Tabaccaio, il nuovo tratto adiacente alle Piscine (due "S" sinistra-destra e destra-sinistra raccordate da un breve rettilineo) e il citato tornante de La Rascasse. Fu il primo anno per i nuovi box nella loro corsia indipendente, con ingresso appena dopo La Rascasse, ove venne installato uno scivolo in asfalto per ovviare al dislivello rispetto alla sede stradale.
Nel 1976 vennero modificate le curve di Sainte Dévote e Anthony Noghes: al fine di rallentare il transito delle monoposto cordoli e protezioni furono riposizionati.
Nel 1986, grazie all'ampliamento della sede stradale implementato nella zona della chicane del porto, quest'ultima venne modificata e resa più lenta: al posto del veloce cambio di direzione precedentemente esistente, ritenuto troppo pericoloso, vennero installati nuovi cordoli che disegnarono una doppia svolta a 90 gradi. Il tratto fu quindi ribattezzato Nouvelle Chicane.
Nel 1997 venne modificata la prima variante delle Piscine: lo spostamento delle protezioni di bordo pista migliorò la visibilità per i piloti e consentì di affrontare il tratto a velocità superiore. Un anno dopo (su istanza di Pasquale Lattuneddu, direttore operativo della Formula One Management) si provvide a circondare tutta la zona del paddock con recinzioni antisfondamento, onde ridurre e meglio gestire le persone autorizzate ad accedervi.
Nel 2003 la seconda variante delle Piscine subì un trattamento simile a quello della prima variante, con lo spostamento delle barriere per migliorare la visibilità, mentre la sistemazione di nuovi cordoli provvisori andò a rallentare il transito delle monoposto. La novità di maggior rilievo fu comunque l'ampliamento della sede stradale presso il porto: in questo modo il tratto tra Piscine e La Rascasse poté essere rettificato, diventando più veloce e meno impegnativo. Lo spazio guadagnato consentì inoltre di sistemare nuove tribune ed ampliare la corsia dei box, che peraltro venne dotata di costruzioni semi-permanenti a due piani (in luogo delle previgenti strutture prefabbricate di ridotte dimensioni) per meglio alloggiare le squadre con i tecnici ed il materiale.
In vista della stagione 2007 venne sensibilmente ribassato ed allargato il cordolo interno del tornante Grand Hotel, onde consentire alle monoposto di potervi salire sopra ed eventualmente affrontare la curva con una traiettoria più stretta.
Dall'edizione 2003 lo spartitraffico presente alla curva di Sainte Dévote viene rimosso al fine di allargare la pista: il disegno del tracciato è demandato al solo cordolo. Ciò ha comportato, per motivi di sicurezza, un prolungamento della corsia di uscita dai box: all'atto pratico, una volta lasciata la pit-lane "propriamente detta", i piloti devono obbligatoriamente rimanere nella linea gialla che "taglia" la Sainte Dévote.
La corsia dei box è stata ulteriormente rivista nel 2004 con l'inversione della posizione della corsia stessa rispetto ai box, che sono stati inoltre costruiti con una struttura decisamente più ampia rispetto al passato. Monte Carlo è diventato così l'unico circuito di Formula 1 nel quale i box non sono rivolti verso la pista, ma anzi la separano fisicamente dalla pit lane.
Nel 2011, a seguito di alcuni incidenti occorsi nel weekend di gara (tra i quali uno mediamente grave al pilota messicano Sergio Pérez), i piloti sollecitarono una modifica del settore tra l'uscita del tunnel e la Nouvelle Chicane, lamentando in particolare le sconnessioni del fondo stradale e l'infelice posizionamento dello spartitraffico nella via di fuga opposta alla galleria. Tali richieste non hanno tuttavia avuto seguito.
Nel 2015 fu riprofilata la curva del Tabaccaio, anticipandone leggermente l'entrata e accorciando così la pista di tre metri (da 3.340 ai 3.337 attuali).
Il record assoluto del circuito è di 1'09"954 stabilito da Lando Norris su McLaren nelle qualifiche del Gran Premio di Monaco 2025.

## Mappe del circuito

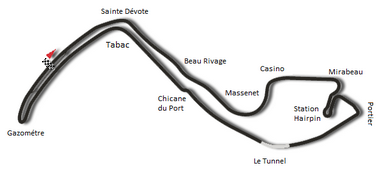
La configurazione di 3.145 metri utilizzata dal 1929 al 1972
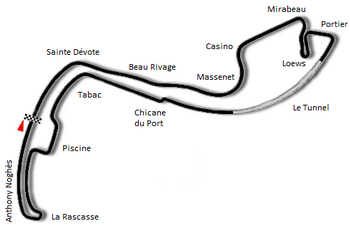
La configurazione di 3.278 metri utilizzata dal 1973 al 1975
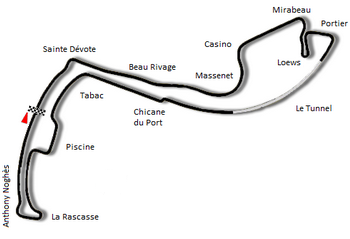
La configurazione di 3.312 metri utilizzata dal 1976 al 1985
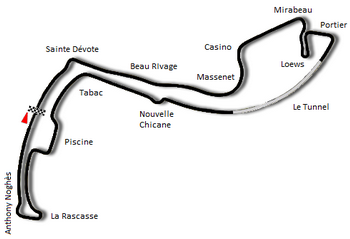
La configurazione di 3.328 metri utilizzata dal 1986 al 1996
La configurazione di 3.370 metri utilizzata dal 1997 al 2002
La configurazione di 3.340 metri utilizzata dal 2003 al 2014
La configurazione di 3.337 metri utilizzata dal 2015
La configurazione di 1.765 metri utilizzata dalla Formula E dal 2015 al 2019
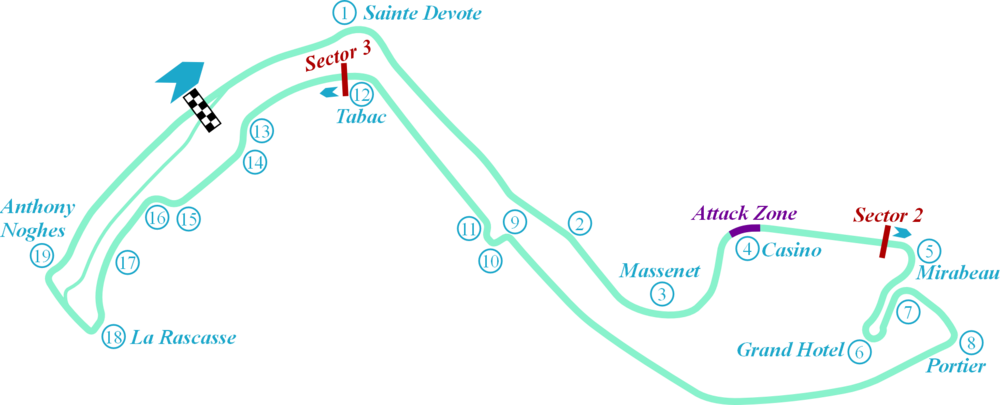
La configurazione di 3.318 metri utilizzata dalla Formula E dal 2021

## Il Circuito di Monte Carlo nei media
- Il Circuito di Monte Carlo è proposto come percorso percorribile in numerosi videogiochi di guida, tra i quali TD Overdrive, varie edizioni del simulatore di guida Gran Turismo (a partire da Gran Turismo 3: A-Spec), i titoli Codemasters con licenza ufficiale del campionato mondiale di Formula 1; e tra i più recenti Asphalt 8: Airborne e Real Racing 3.
- Una parte del circuito, in particolare il tornantino Grand Hotel Hairpin, è presente nella mappa "Circuit Royal" di Overwatch 2, ambientata nel Principato di Monaco.
- Il circuito di Monte Carlo è presente nel film Iron Man 2, dove viene disputato un gran premio automobilistico a cui partecipa il protagonista Tony Stark.
- Viene inoltre citato nel brano Davide di Gemitaiz, in cui il cantante paragona il proprio cuore alla pista.

## Curiosità
Il protagonista della serie tv "Sport Crime" Luca Tramontin ha dichiarato a Globetodays.com di allenarsi con "scatti alla curva Rascasse (ripensando a Gilles Villeneuve) e una decina di trazioni davanti agli yachts".